# Frans de Rycke
Frans de Rycke (ca. 1465 - Gent, 22 augustus 1525) was een rechtsgeleerde in de Zuidelijke Nederlanden.

## Levensloop
Hij was een zoon van advocaat Pieter de Rycke en trouwde met Livina Goethals (†1512). Hun zoon Frans de Rycke (†1560) werd kanunnik van de Sint-Faraïldekerk in Gent.
Na rechtenstudies, legde Frans in 1490 de eed af als advocaat bij de Raad van Vlaanderen en doorliep een succesvolle loopbaan. Onder zijn cliënten telde hij het Brugse Vrije, de stadsbesturen van Ieper, Gent, Kortrijk en Poperinge, de Sint-Baafsabdij en de Sint-Pietersabdij in Gent.
Rond 1521 beëindigde hij zijn advocatenpraktijk en zette zich aan het bestuderen van het Vlaamse recht zoals het in zijn tijd door de Raad van Vlaanderen werd toegepast. In het werk dat hij als vrucht van zijn studie schreef, behandelde hij zowel de burgerlijke als de criminele rechtsprocedures. Steunende op zijn jarenlange praktijk, haalde hij tal van vonnissen aan waarvan hij kennis had. Hij maakte ook gebruik van zijn verworven kennis aangaande het Romeins recht, het kerkelijk recht en de geleerde rechtsliteratuur.
De Rycke was niet blind voor de gebreken binnen het gewoonterecht en aarzelde niet voorstellen tot verbetering ervan te formuleren. Hij werkte hierbij in dezelfde richting als Filips Wielant en duidde aan hoe het Vlaamse recht diende te evolueren: gewoonterechtelijk blijven, maar beïnvloed worden door de wetenschappelijke methodes van het geleerde recht.  

## Publicatie
- Style ende maniere van procederen in de Camere van den Rade in Vlaenderen, bewaard in verschillende handschriften en in 1562 gedrukt in Antwerpen door Hans De Laet, in een gebrekkige uitgave.